# Kiss Gábor (tanár)
Varannói Kiss Gábor (Nagygérce (Ugocsa megye), 1845. április 18. – Budapest, 1897. november 15.) bölcseleti doktor, főreáliskolai tanár.

## Élete
Kiss János kántortanító és Darabant Annak görög-katolikus szülők fia. A gimnázium nyolc osztályát Nagyváradon végezte és az ottani szemináriumban egy évet töltött; azután tanári vizsgát tett a történelemből, földrajzból magyar- és latin nyelvből. 1872. október 21-től a budapesti IV. kerületi főreáliskolában a történelem ideiglenes, 1875-től rendes tanára volt; közben 1883-tól a budapesti kereskedelmi akadémián a keleti nyelvek tanfolyamának megnyitásakor a román nyelv tanítására alkalmaztatott és e tantárgyat öt évig tanította. Az állami órásipariskolát fölszerelte és ennek igazgatója is volt.
Cikkei az Egyetemes Philol. Közlönyben (1888. A rumán igehajlítás egybevetve a latin és olasz igahajlítással); a budapesti IV. ker. főreáliskola Értesítőjében (1893. A murányi Vénus, ism. Irodalomtört. Közlemények 1894. 123. l. és Egyet. Philol. Közlöny 1894. 78. l.)